# Anolis antonii
Anolis antonii (сан-антонійський аноліс) — вид ігуаноподібних ящірок родини анолісових (Dactyloidae). Ендемік Колумбії.

## Поширення і екологія
Сан-антонійські аноліси мешкають в горах Західного хребта Колумбійських Анд, в міжандійській долині Кауки та на західних схилах Центрального хребта. Вони живуть на узліссях тропічних лісів, у вторинних заростях, трапляються на сільськогосподарських угіддях, на висоті від 1000 до 2000 м над рівнем моря.